# Бойові метеорологи Повітряних сил США
Бойові метеорологи ССО Повітряних сил США (англ. Special Operations Weather Team (SOWT), також Техніки-метеорологи сил спеціальних операцій Повітряних сил США (англ. United States Air Force Special Operations Weather Technician) — оператори сил спеціальних операцій Повітряних сил США, що діють у складі наземних груп бойового забезпечення авіації (ескадрильї спеціальної тактики, англ. Special Tactics Squadrons), що здійснюють збір, обробку, аналіз та доставку даних вивчення погодних умов та розвідки клімату, середовища в районах проведення бойових (спеціальних) операцій. Як правило, діють разом з бойовими групами сил спеціальних операцій.

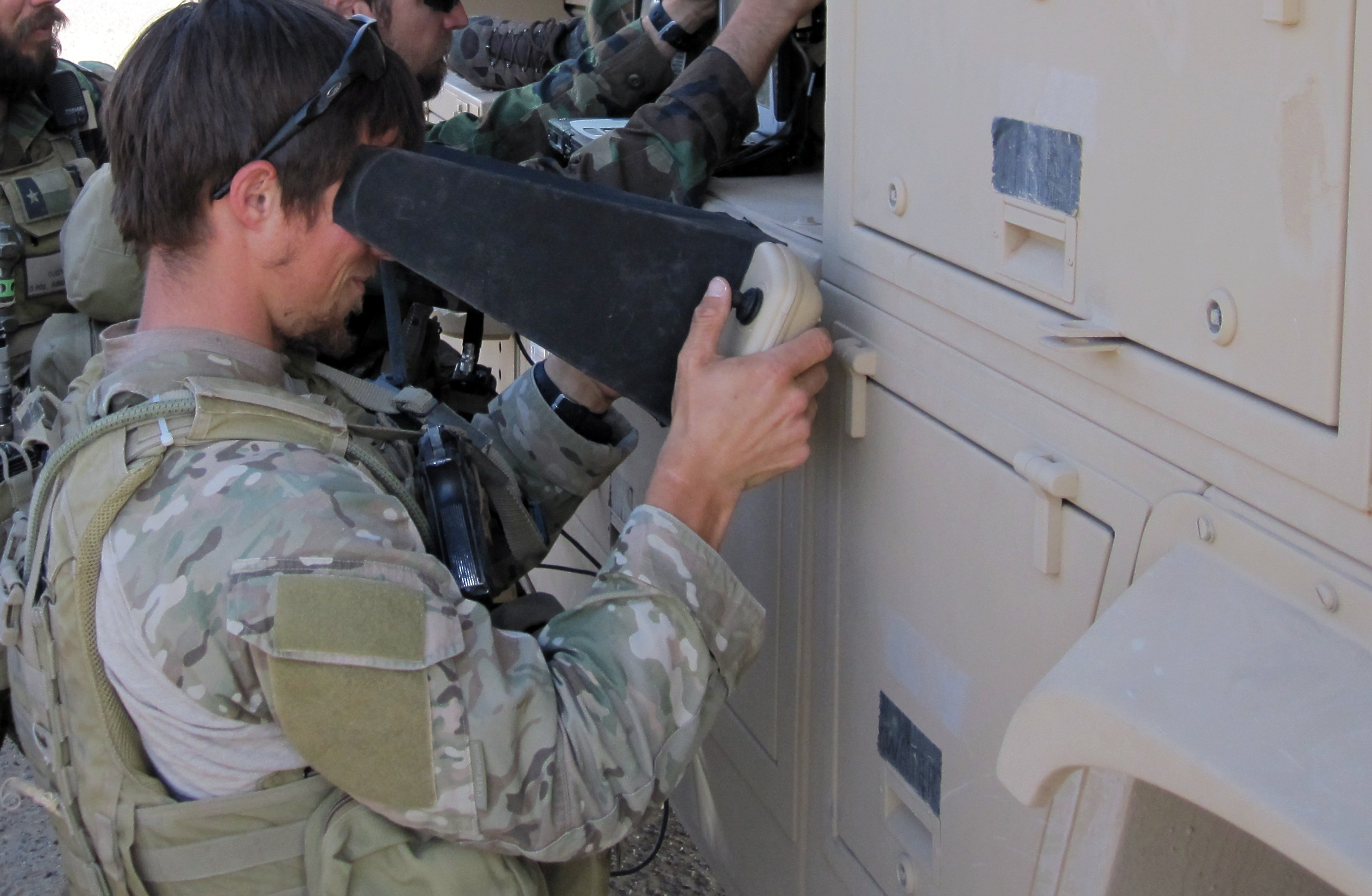
Робота бойового метеоролога при пілотування безпілотника RQ-11 Raven для визначення метеоданих. Війна в Афганістані. 17 жовтня 2010

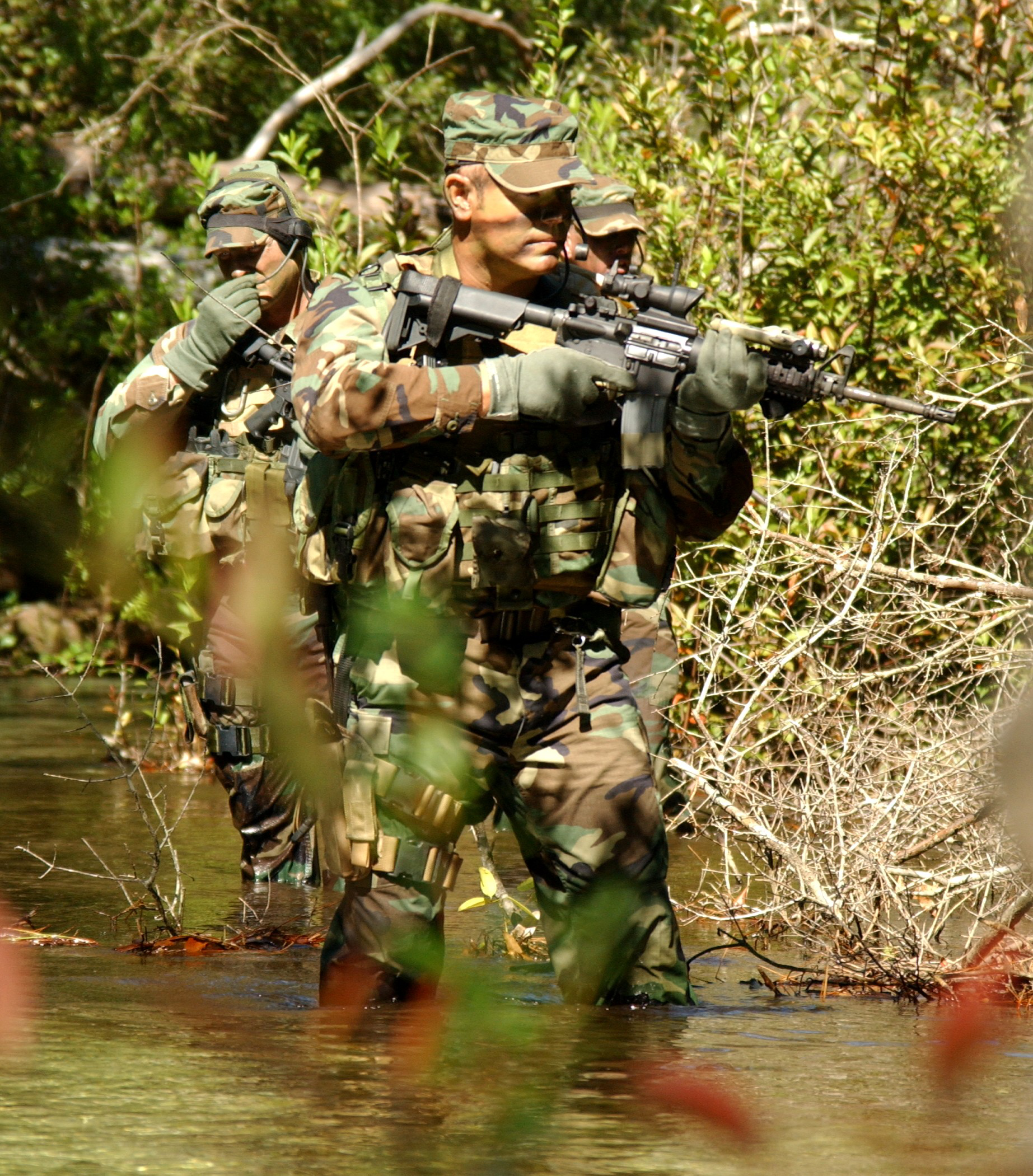
Тренування групи бойових метеорологів спецоперацій під час проведення навчань. Гарлбарт Філд, Флорида. 16 лютого 2007

## Призначення
Команди бойових метеорологів ВПС США організаційно входять до складу бойових тактичних груп спеціальної тактики, так званих ескадрилей спеціальної тактики, котрі входять до 720-ї авіагрупи спеціальної тактики, й складаються зі спеціально навчених та тренованих метеорологів, які мають високі професійні навички польових операторів спецоперацій.
Основними завданнями, що покладаються на метеорологів є доставлення їх на непідготовлені майданчики у бойовому або ворожому середовищі для метеорологічного забезпечення проведення спеціальних операцій, а також забезпечення наземного та повітряного компоненту ССО своєчасною та надійною інформацією про погодні умови та дані розвідки клімату для успішного ведення ними спеціальних операцій.
Оператори метеорологічної розвідки доставляються у визначені райони наземним або повітряним шляхом для збору метеоданих, допомоги у плануванні проведення місій та акцій спеціальних операцій: прямих акцій, боротьбі з тероризмом, наданні військової допомоги дружнім силам оборони, участі в гуманітарних операціях, а також при проведенні спеціальної розвідки, бойових та небойових пошуково-рятувальних операцій.